# Amparo Valle
Amparo Valle Vicente (Valencia, 15 luglio 1937 – Madrid, 29 settembre 2016) è stata un'attrice e regista teatrale spagnola.
Dal 1959 ad oggi, è apparsa in circa ottanta film e serie TV.
È sposata con il regista teatrale Gerardo Malla ed è la madre di Miguel e Coque Malla, entrambi musicisti e compositori. In Italia è conosciuta principalmente per il ruolo della tata Micaela nella serie televisiva Senza identità, dove ha recitato al fianco di Megan Montaner.

## Filmografia

### Cinema
- María Rosa, regia di Armando Moreno (1965)
- El certificado, regia di Vicente Lluch (1970)
- Laia, regia di Vicente Lluch (1972)
- Pim, pam, pum... ¡fuego!, regia di Pedro Olea (1975)
- El segundo poder, regia di José María Forqué (1976)
- Fuga dall'inferno (El perro), regia di Antonio Isasi-Isasmendi (1977)
- Las truchas, regia di José Luis García Sánchez (1978)
- El canto de la cigarra, regia di José María Forqué (1980)
- Extramuros, regia di Miguel Picazo (1985)
- Caín, regia di Manuel Iborra (1987)
- Espérame en el cielo, regia di Antonio Mercero (1988)
- El vuelo de la paloma, regia di José Luis García Sánchez (1989)
- Bajarse al moro, regia di Fernando Colomo (1989)
- Tutto è bugia (Todo es mentira), regia di Álvaro Fernández Armero (1994)
- Flores de otro mundo, regia di Icíar Bollaín (1999)
- Sagitario, regia di Vicente Molina Foix (2001)
- Los pasos perdidos, regia di Manane Rodríguez (2001)
- Carne de gallina, regia di Javier Maqua (2001)
- Primer y último amor, regia di Antonio Giménez Rico (2002)
- Noviembre, regia di Achero Mañas (2003)
- Immagini - Imagining Argentina (Imagining Argentina), regia di Christopher Hampton (2003)
- Teresa Teresa, regia di Rafael Gordon (2003)
- Lo mejor que le puede pasar a un cruasán, regia di Paco Mir (2003)
- Semen, una storia d'amore (Semen, una historia de amor), regia di Daniela Féjerman e Inés París (2005)
- Olé!, regia di Florence Quentin (2005)
- Días de cine, regia di David Serrano (2007)
- Teresa, el cuerpo de Cristo, regia di Ray Loriga (2007)
- Bajo las estrellas, regia di Félix Viscarret (2007)
- La rosa de nadie, regia di Ignacio Oliva (2011)
- Viral, regia di Lucas Figueroa (2013)

### Cortometraggi
- Aquel humo gris, regia di Josefina Molina (1967)
- Apunte sobre Ana, regia di Diego Galán (1973)
- El pretendiente, regia di Juan Antonio Martínez Bretón (1982)
- Perro, ¿qué miras?, regia di José Barrio (1995)
- El figurante, regia di Rómulo Aguillaume (2000)
- Diminutos del calvario, regia collettiva (2001) - (episodio "El encuentro")
- Derecho de admisión, regia di Miguel Ángel Calvo Buttini (2001)
- Agüela, regia di Félix Cubero (2001)
- Aquí no hay playa, regia di Rubén Coca (2002)
- El horrible crimen ritual de la calle Tribulete, regia di Jose María Benítez (2003)
- Teresa y Luisa Esmeralda, regia di Miguel Ángel Calvo Buttini (2003)
- No pasa nada, regia di Julián Quintanilla (2006)
- Ramona, regia di Juan Cavestany (2011)
- La buena fe, regia di Begoña Soler (2014)
- El camerino, regia di Ana Ramón Rubio (2016)

### Televisione
- Gran teatro - serie TV, 1 episodio (1964)
- Viaje alrededor de una pareja - serie TV, episodio 1x01 (1970)
- Teatro de siempre - serie TV, 2 episodi (1969-1970)
- Hora once - serie TV, 2 episodi (1968-1970)
- Páginas sueltas - serie TV, 1 episodio (1970)
- Novela - serie TV, 5 episodi (1978)
- Estudio 1 - serie TV, 2 episodi (1971-1983)
- Brigada central - serie TV, episodi 1x01-1x02-1x03 (1989)
- La mujer de tu vida - serie TV, episodio 1x04 (1990)
- Brigada central II: La guerra blanca - serie TV, episodio 1x01 (1992)
- Compuesta y sin novio - serie TV, episodio 1x01 (1994)
- Canguros - serie TV, episodio 1x21 (1995)
- Farmacia de guardia - serie TV, 41 episodi (1991-1995)
- Hermanas - serie TV, 25 episodi (1998)
- Petra Delicado - serie TV, episodio 1x01 (1999)
- Periodistas - serie TV, episodi 1x08-4x06 (1998-1999)
- Policías, en el corazón de la calle - serie TV, episodio 1x01 (2000)
- Manos a la obra - serie TV, episodio 3x23 (2000)
- Don Quixote, regia di Peter Yates - film TV (2000)
- Hospital Central - serie TV, episodi 1x03-1x05-1x09 (2000)
- El botones Sacarino - serie TV, episodio 1x05 (2001)
- 7 vidas - serie TV, episodi 2x02-5x12 (1999-2002)
- La vida de Rita - serie TV, 4 episodi (2003)
- Paso adelante (Un paso adelante) - serie TV, episodi 3x07-4x13 (2003)
- Maneras de sobrevivir - serie TV, episodio 1x07 (2005)
- Con dos tacones - serie TV, episodi 1x10-1x11 (2006)
- MIR - serie TV, episodio 1x10 (2007)
- Fuera de lugar - serie TV, 7 episodi (2008)
- Fisica o chimica (Física o Química) - serie TV, episodio 2x10 (2008)
- El comisario - serie TV, 4 episodi (2000-2008)
- La familia Mata - serie TV, episodio 3x03 (2009)
- Amare per sempre (Amar en tiempos revueltos) - serie TV, 5 episodi (2009)
- Los exitosos Pells - serie TV, 7 episodi (2009)
- Doctor Mateo - serie TV, episodio 2x06 (2009)
- Hay alguien ahí - serie TV, episodi 2x01-2x07 (2010)
- Cuéntame cómo pasó - serie TV, episodi 14x12-13x13 (2013)
- Senza identità (Sin Identidad) - serie TV, 6 episodi (2014)
- La que se avecina - serie TV, 15 episodi (2011-2014)[1]